# Рух перших
Російський рух дітей та молоді "Рух перших" (рос. Российское движение детей и молодёжи «Движение первых», більше відома як Рух перших, рос. Движение первых) - всеросійський загально-державний молодіжних рух, створений 18 грудня 2022 року за ініціативою Володимира Путіна, беручи за основу "традиційні духовні та моральні цінності". Законопроект про створення організації був внесений в Держдуму на день 100-річчя Всесоюзної піонерської організації імені В. І. Леніна.
До ради входять помічник президента Росії Максим Орєшкін, Герман Греф, Ігор Сєчин, Володимир Потанін, Олег Бєлозьоров та Олексій Ліхачьов. 
Чисельність учасників організації під кінець 2023 року складав близько 4,7 мільйонів осіб. В деяких містах Росії школярів примусово змушують вступити в молодіжний рух.
В 14 вересня 2024 року головою всеросійської організації дітей та молоді став Герой Росії, учасник війни проти України Артур Орлов.

## Також дивитись
- Жовтенята
- Наші (рух)
- Ідучи разом
- Юнармія
- Всесоюзна піонерська організація імені В. І. Леніна